# Invasión de bahía de Cochinos
La invasión de bahía de Cochinos, también conocida como invasión de playa Girón o la batalla de Girón, fue una fallida operación de desembarco militar en la costa suroeste de Cuba en abril de 1961 por parte de los Estados Unidos y el Frente Revolucionario Democrático Cubano (FRD), integrado por exiliados cubanos que se oponían a la Revolución cubana de Fidel Castro, financiados de forma clandestina y directa por el gobierno estadounidense. La operación tuvo lugar en el apogeo de la Guerra Fría, y su fracaso influyó en las relaciones entre Cuba, Estados Unidos y la Unión Soviética.
En 1952, el dictador general Fulgencio Batista, aliado de Estados Unidos, encabezó un golpe de Estado contra el presidente Carlos Prío y lo obligó a exiliarse en Miami, Florida. El exilio de Prío inspiró el Movimiento 26 de Julio de Castro contra Batista. El movimiento logró derrocar a Batista durante la Revolución cubana en enero de 1959. Castro nacionalizó empresas estadounidenses, incluidos bancos, refinerías de petróleo y plantaciones de azúcar y café. A principios de 1960, el presidente estadounidense Dwight D. Eisenhower había comenzado a contemplar formas de eliminar a Castro, con la esperanza de que pudiera ser reemplazado por un gobierno cubano en el exilio, aunque no existía ninguno en ese momento. De acuerdo con este objetivo, Eisenhower finalmente aprobó el plan de Richard Bissell que incluía el entrenamiento de la fuerza paramilitar que luego se utilizaría en la invasión de bahía de Cochinos. Junto con las operaciones encubiertas, Estados Unidos también comenzó su embargo contra la isla. Esto llevó a Castro a acercarse a su rival de la Guerra Fría, la Unión Soviética, después de lo cual Estados Unidos rompió relaciones diplomáticas.
Los exiliados cubanos que se habían mudado a los EE. UU. después de la toma de poder de Castro habían formado la unidad militar contrarrevolucionaria Brigada 2506, que era el brazo armado de la DRF. La CIA financió la brigada, que también incluía aproximadamente 60 miembros de la Guardia Nacional Aérea de Alabama, y entrenó a la unidad en Guatemala.
Más de 1400 paramilitares, divididos en cinco batallones de infantería y un batallón de paracaidistas, se reunieron y trasladaron desde Guatemala y Nicaragua en barco el 17 de abril de 1961. Dos días antes, ocho bombarderos B-26 suministrados por la CIA habían atacado aeródromos cubanos y luego regresaron a los EE. UU. En la noche del 17 de abril, la principal fuerza de invasión desembarcó en la playa Girón en la bahía de Cochinos, donde abrumó a una milicia revolucionaria local. Inicialmente, José Ramón Fernández lideró la contraofensiva del Ejército Revolucionario de Cuba; más tarde, el propio Castro tomó el control de la situación.
Cuando la fuerza invasora perdió la iniciativa estratégica, la comunidad internacional se enteró de la invasión y el presidente estadounidense John F. Kennedy decidió no brindar más apoyo aéreo. El plan, ideado durante la presidencia de Eisenhower, había requerido la participación de las fuerzas aéreas y navales estadounidenses. Sin más apoyo aéreo, la invasión se estaba llevando a cabo con menos fuerzas de las que la CIA había considerado necesarias. La fuerza invasora fue derrotada en tres días por las Fuerzas Armadas Revolucionarias de Cuba (FAR) y se rindió el 20 de abril. La mayoría de las tropas contrarrevolucionarias que se rindieron fueron interrogadas públicamente y enviadas a prisiones cubanas con más procesamientos.
La invasión fue un fracaso de la política exterior estadounidense. La victoria del gobierno cubano consolidó el papel de Castro como héroe nacional y amplió la división política entre los dos países que antes eran aliados, además de envalentonar a otros grupos latinoamericanos para socavar la influencia estadounidense en la región. Como se afirma en unas memorias de Chester Bowles: «El humillante fracaso de la invasión destrozó el mito de una Nueva Frontera dirigida por una nueva generación de superhombres incisivos y libres de defectos. Por muy costosa que haya sido, puede haber sido una lección necesaria». También acercó a Cuba a la Unión Soviética, preparando el terreno para la crisis de los misiles de Cuba en 1962.

## Contexto histórico y geográfico

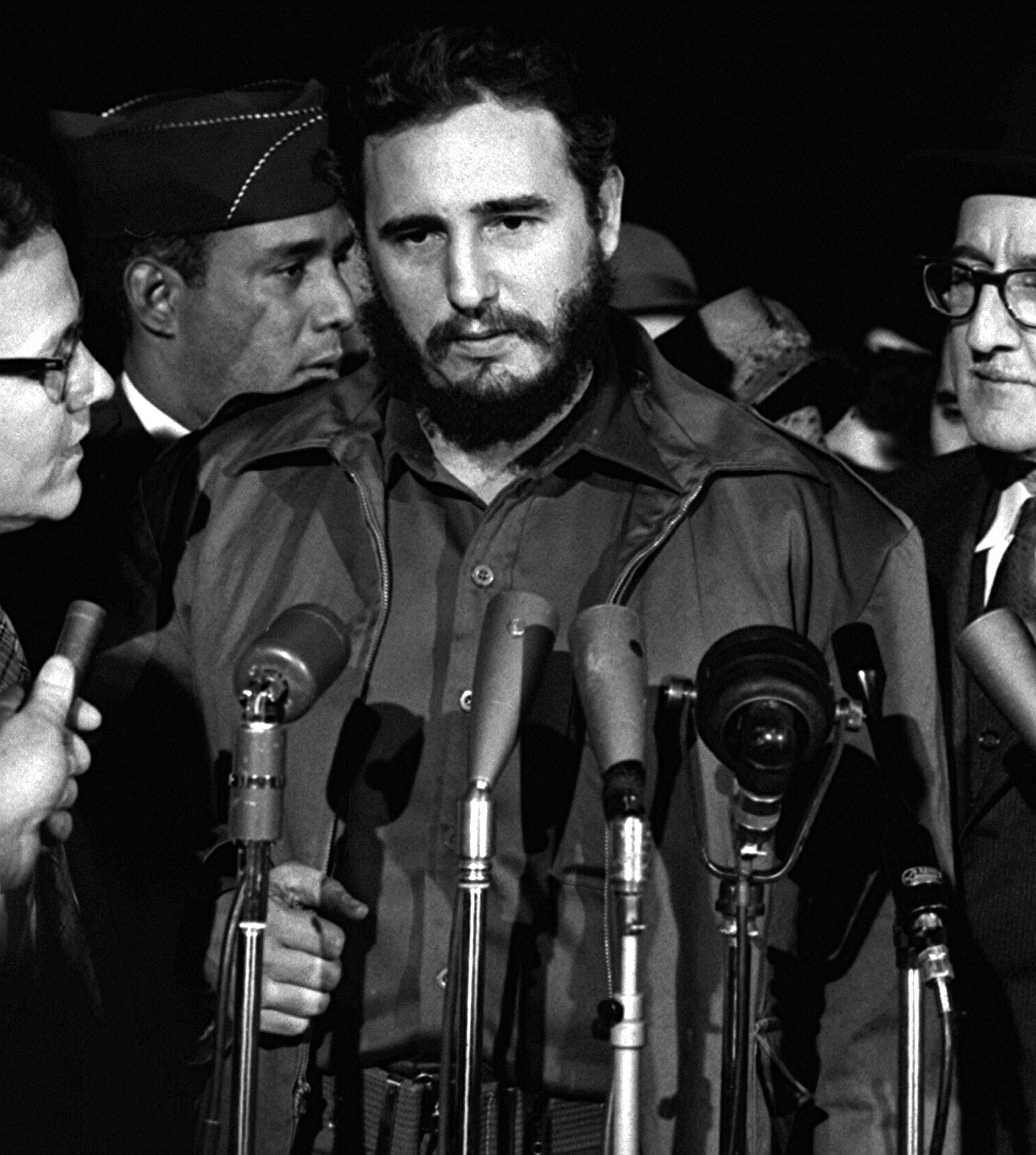
Fidel Castro, líder de la revolución cubana.

El 1 de enero de 1959, después de 25 meses de lucha guerrillera, triunfó la Revolución cubana dirigida por Fidel Castro. Hasta entonces, y desde la independencia formal de España en 1898, Cuba había estado bajo la influencia política y económica de los Estados Unidos, incluyendo una ocupación militar (1898 y 1906). En un contexto de plena Guerra Fría la administración estadounidense consideró que la Revolución cubana era un serio peligro, no sólo por el hecho de tener tan próximo un aliado de la Unión Soviética, sino porque desde muy temprano quedó en evidencia que podían servir de ejemplo a otras revoluciones en Latinoamérica.
La deposición del presidente interino Manuel Urrutia Lleó (más favorable a la democracia representativa), el conflicto por el Asunto de Huber Matos, los fusilamientos de exmiembros de las fuerzas represivas de Fulgencio Batista y la promulgación de la Primera Ley de Reforma Agraria de Cuba que expropió los latifundios agrícolas y agropecuarios de compañías estadounidenses llevaron a que las relaciones entre los Estados Unidos y Cuba comenzaran a tensarse. El gobierno estadounidense suspendió la cuota azucarera y dejó de comprar este recurso a Cuba, que en aquel entonces era prácticamente su único producto de exportación con alta rentabilidad, pero pronto el gobierno cubano encontró un comprador seguro en la Unión Soviética. El gobierno estadounidense detuvo todas las ventas de petróleo a Cuba provenientes de los Estados Unidos y sus países aliados con el propósito de paralizar la industria y en general la economía de la isla. La Unión Soviética rápidamente respondió enviando petróleo crudo a Cuba. Las refinerías de capital estadounidense se negaron a procesar el petróleo soviético y, en respuesta a estas acciones, Cuba nacionalizó progresivamente todas las posesiones de empresas estadounidenses en el país.
Además de decretar un embargo económico a Cuba como respuesta a las expropiaciones de las compañías y demás propiedades de los ciudadanos estadounidenses, el presidente Dwight D. Eisenhower no tardó en ordenar el apoyo a organizaciones anticastristas tanto dentro como fuera de la isla que trataran de derrocar a la Revolución cubana, encabezada por Fidel Castro, y así se organizaron cientos de intentos de asesinato del líder cubano por parte de la Agencia Central de Inteligencia. Esta situación llevó a la ruptura de toda clase de relaciones políticas y económicas entre los dos países a principios de 1961.

## Preparativos

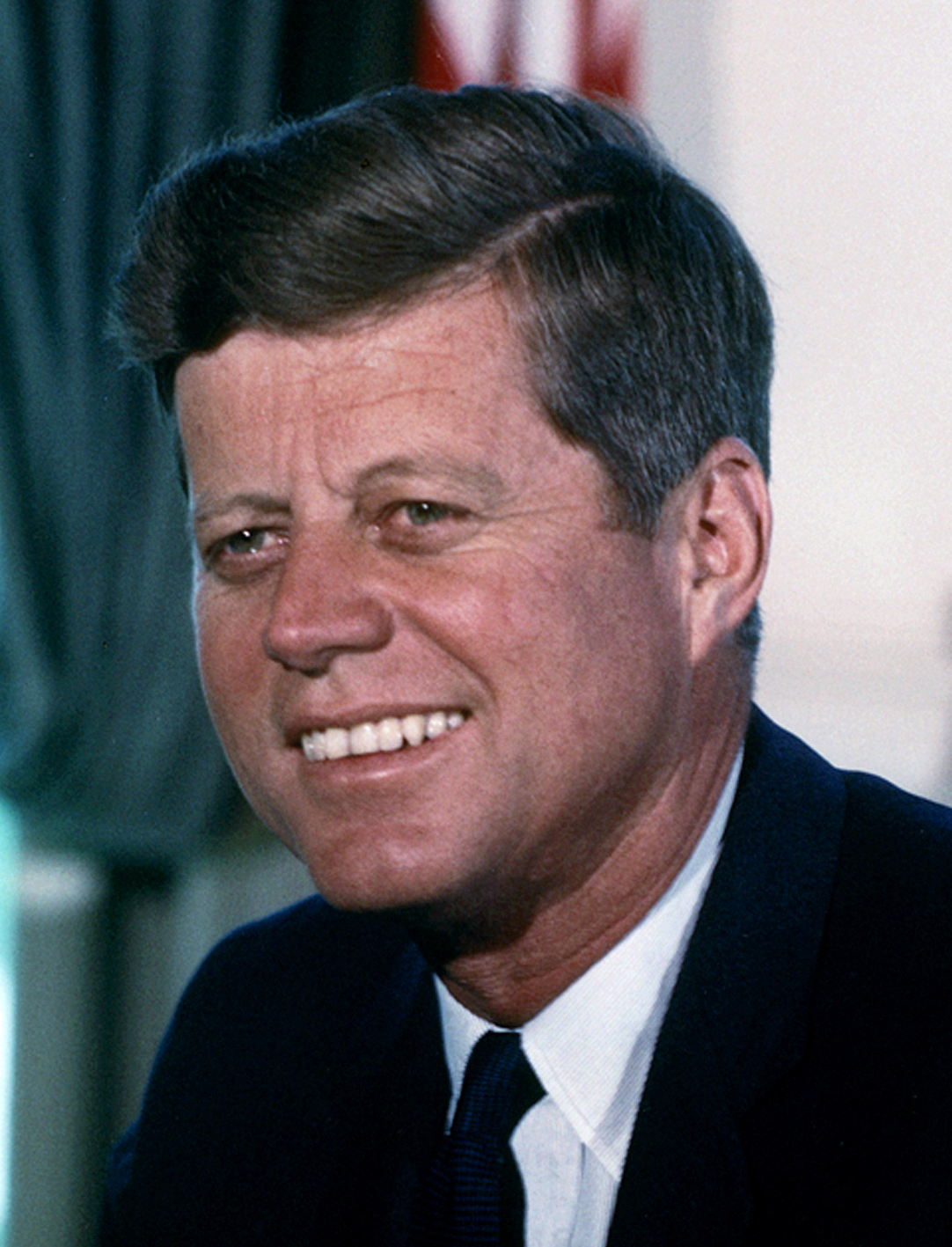
John F. Kennedy, presidente de Estados Unidos.

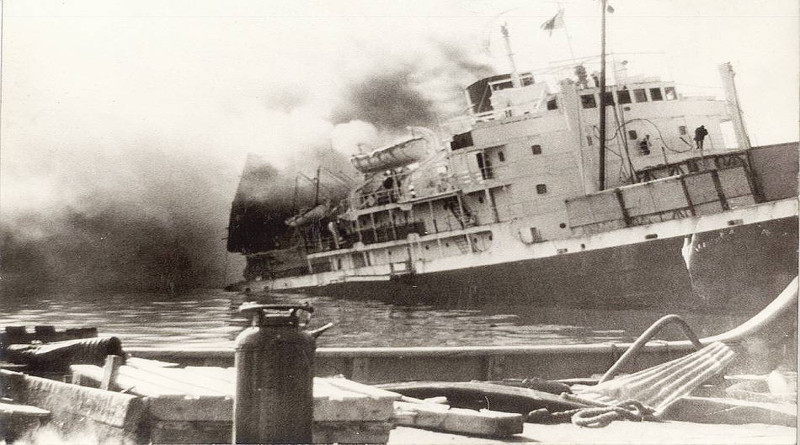
El barco La Coubre después de explotar en el puerto de La Habana el 4 de marzo de 1960. Poco después Castro consideraría la explosión como resultado de un sabotaje estadounidense, empeorando las relaciones entre Estados Unidos y Cuba.

El 17 de marzo de 1960, Dwight D. Eisenhower ordenó a la CIA la organización de una unidad de guerrilla compuesta por exiliados cubanos, con el propósito de derrocar a la Revolución cubana. En esta empresa, la CIA tenía la responsabilidad de coordinar acciones de inteligencia con grupos contrarrevolucionarios dentro de Cuba que pudieran facilitar la invasión, pues se confiaba en levantamientos populares contra la Revolución y en deserciones masivas en sus fuerzas.
En noviembre de 1959 comenzaron a reunirse grupos que habían sido opositores a la dictadura de Batista, y que no estaban de acuerdo con el rumbo que estaba tomando la revolución, como la Legión de Acción Revolucionaria (LAR) o la Acción Católica Universitaria (ACU). Estos movimientos estaban formados, en su mayoría, por jóvenes universitarios católicos de clases acomodadas, quienes decidieron buscar a otros excombatientes del Movimiento 26 de Julio que mostrasen desacuerdo con la implementación de un régimen comunista, recibiendo además el apoyo de la CIA y parte del clero cubano.
En estas reuniones se creó el Movimiento de Recuperación Revolucionaria (MRR). Entre sus fundadores estaba Manuel Artime, quien llegó a ser teniente de las Fuerzas Armadas Revolucionarias, lideraba un grupo de jóvenes de la ACU, que habían sido fundadores del LAR, y se estaban trasladando a los Estados Unidos para ser entrenados militarmente por la CIA. A partir de enero de 1960 empezaron a trasladarse a los Estados Unidos de forma individual el grupo formado por los estudiantes universitarios y, el 17 de mayo de 1960, un grupo de diez, los cuales se llamaban José Andreu, Antonino Díaz Pou, Vicente Blanco Capote, Javier Souto, Armando Acevedo Arencibia, Carlos Rodríguez Santana, Enrique Casuso, José Raffo, Ramón Machado Vidal y Humberto Solís Jurado, fueron trasladados al Motel María Antonieta de Fort Lauderdale. En la madrugada del 19 de mayo, Manuel Artime y Roberto de Varonas se presentaron en el motel y fueron presentados a los miembros de la CIA (Carl Jenkins y Gordon), quienes fueron los encargados de trasladarlos a Useppa Island, en el estado de Florida. En ese grupo inicial estaba Carlos Rodríguez Santana.
En días posteriores fueron llegando los otros miembros que conformarían el grupo fundador de la Brigada de Asalto 2506. A este grupo de estudiantes se sumó un grupo de jóvenes oficiales del Ejército de Cuba, que habían servido durante el gobierno de Fulgencio Batista luchando contra la guerrilla de Fidel Castro. El grupo fue dividido en dos, un grupo recibiría entrenamiento como radioperadores (los universitarios) y el otro quedaría como instructores militares de los futuros combatientes. El plan original consistía en una lucha de guerra de guerrillas.
El 4 de julio de 1960, el grupo de los radioperadores fue trasladado al aeropuerto de Opalocka en Miami y transportado a Guatemala. Anteriormente, el grupo conformado por exmilitares y un puñado de universitarios, había sido trasladado a Panamá. El grupo de Guatemala aterrizó en el aeropuerto de San José, en la costa del océano Pacífico, y fue trasladado en un autobús perteneciente al Ejército de Guatemala a la finca Helvetia, propiedad de Roberto Alejos, hermano del Embajador de Guatemala en Washington, bajo el Gobierno del Presidente Miguel Ydígoras Fuentes.
Los miembros de este grupo de radio-operadores estudiaban telegrafía durante la semana, los sábados y domingos construían la Base TRAX, en las montañas adyacentes a la finca Helvetia. Posteriormente llegó el coronel Napoleón Valeriano (a) Coronel Vallejo, el cual tenía gran experiencia en la lucha guerrillera en Filipinas, su tierra natal, derrotando a la guerrilla comunista Hukbalahap. En un origen, se planeó que la lucha sería de guerrillas; posteriormente, una decisión política del gobierno de Estados Unidos la transformó en una brigada de combate bautizada como "Brigada 2506".
La Brigada 2506 contaba con la élite de las fuerzas aéreas de Cuba, compuesta por expilotos de la Marina de Guerra, Fuerza Aérea y Ejército. En la parte civil de la Fuerza Aérea de Liberación (FAL), los pilotos de los aviones de transporte provenían de las líneas aéreas comerciales como Cubana de Aviación y Aerovías Q; algunos de ellos tenían un promedio de 20 000 horas de vuelo. Ellos volarían en obsoletos aviones bimotores C-46 y cuatrimotores C-54 dados de baja tras la Segunda Guerra Mundial. 
El armamento militar que el gobierno estadounidense suministró a la Brigada se componía de pistolas Colt M1911A1, fusiles Garand, carabinas M1 y M2, subfusiles M3, subfusiles Thompson, fusiles automáticos Browning BAR, ametralladoras M1919, ametralladoras M2 y granadas Mk 2. El armamento pesado consistía en morteros de 60, 81 y 105 mm, así como cañones sin retroceso de 57 mm y 75 mm. También fueron equipados con explosivos C-3 y C-4 para las demoliciones. Sus equipos de radio eran los PR-6 y PR-10. En cuanto a medios de transporte se les entregó:
- 8 aviones de transporte C-46.
- 6 aviones de transporte C-54.
- 16 bombarderos A-26.
- 5 tanques M41, además de jeeps, cañones, morteros y camiones.
- 8 barcos y 7 lanchas para desembarco.

## Plan de invasión

### Plan inicial

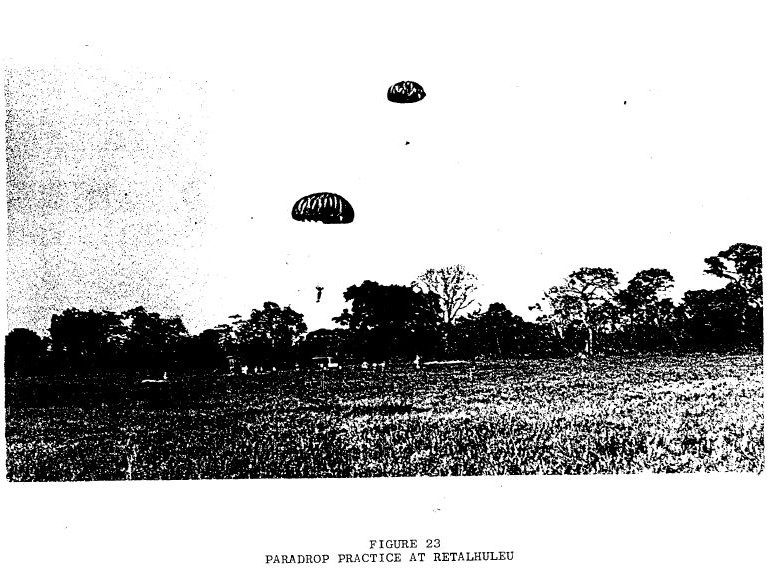
Exiliados cubanos trabajando con la CIA practicando lanzamientos en paracaídas para la invasión de Bahía de Cochinos.

El plan inicial fue diseñado por Richard M. Bisell, alto funcionario de la CIA, con la finalidad de lanzar una invasión de exiliados cubanos, establecer un "gobierno provisional" opositor a la Revolución y sostenerse en alguna gran ciudad de Cuba, lo más lejos posible de La Habana, y desde allí lanzar una guerra de guerrillas contra el gobierno cubano, contando con armas y suministros estadounidenses. El primer plan de Bisell apuntaba a lanzar tres ataques aéreos sucesivos contra la Fuerza Aérea de Cuba (la aviación de guerra del gobierno cubano) para destruir sus aparatos en sus aeródromos y ganar así control del espacio aéreo de Cuba. 
La zona de la invasión sería la costa sur de Cuba, en un punto cercano a la ciudad de Trinidad, donde se establecería el "gobierno provisional" auspiciado por EE. UU., gracias a que esta localidad tenía suficiente infraestructura para servir a este fin y estaba lo bastante alejada de La Habana para soportar las primeras reacciones del gobierno cubano. Inclusive, en este plan las sierras de Escambray eran la alternativa de escape si fallaba la invasión, contando además con el apoyo de las guerrillas anticastristas que luchaban en el Escambray.

### Plan modificado

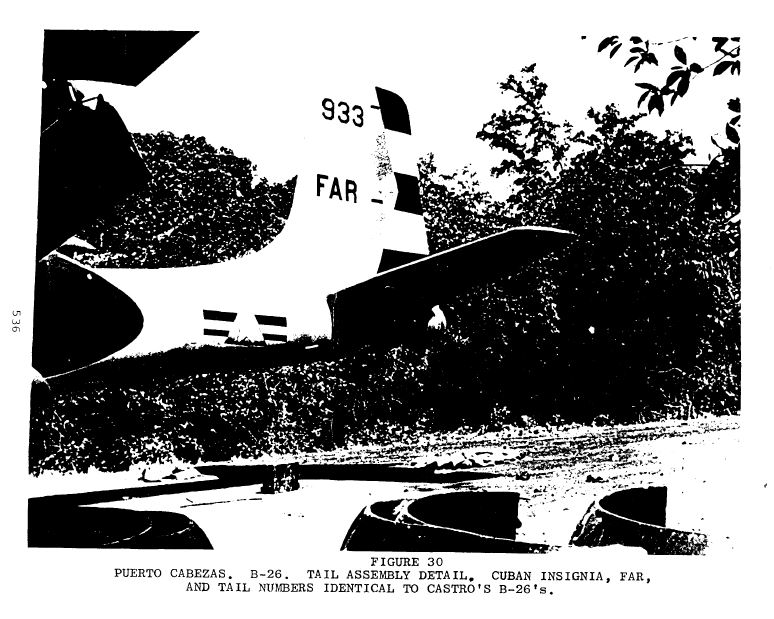
Avión bombardero Douglas A-26 Invader "B-26" repintado como un modelo cubano.

Este plan de Bisell fue modificado por decisión de John F. Kennedy, en acuerdo con el Secretario de Estado Dean Rusk, ambos deseaban que el apoyo de EE. UU. a los anticastristas pasara inadvertido o fuera casi imposible de detectar, y les preocupaba el proyecto de Bisell por la imposibilidad de negar la participación estadounidense en un asalto bélico de tan gran escala, y hacia una ciudad tan visible como Trinidad. Para empezar, en el aire, se ordenó que pasaran de 16 a 8 los aviones de combate participantes. 
En tierra, tras renunciar al desembarco cerca de Trinidad, el nuevo plan trasladó el punto de ataque a playa Girón, en la bahía de Cochinos, situada en la costa sur de Cuba. Las fuerzas invasoras partirían por mar desde Puerto Cabezas, Nicaragua. Los ataques aéreos partirían también desde Puerto Cabezas y el plan era que destruyeran la fuerza aérea cubana bombardeando los aviones y las pistas de los aeropuertos. Durante el desembarco continuarían los vuelos de abastecimiento y protección de las fuerzas atacantes. 

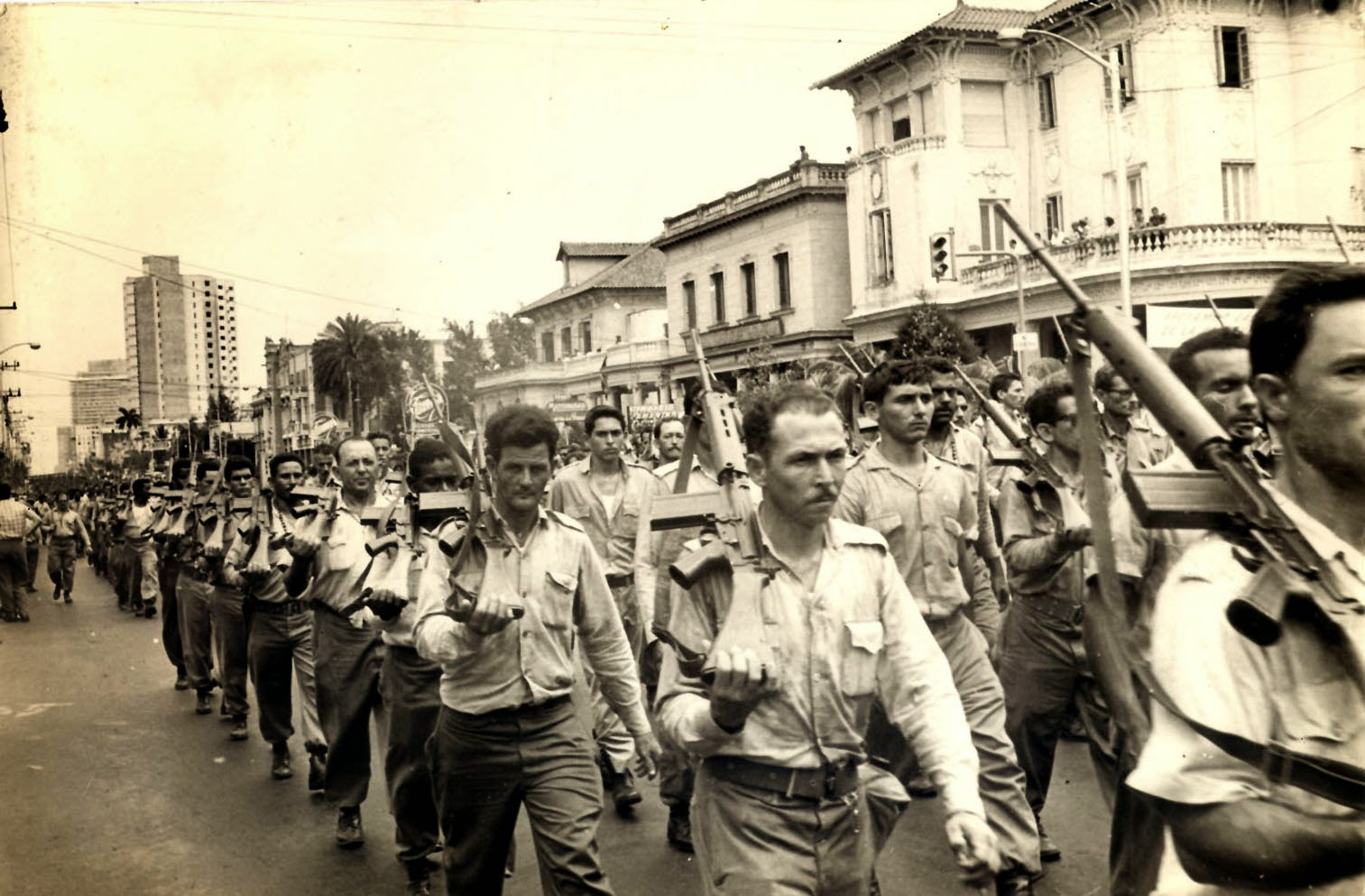
Milicia cubana en La Habana, 1959.

La infantería y la artillería intentarían controlar en principio la Península de Zapata, cerca de bahía de Cochinos (desde Playa Larga a Playa Girón), donde se asentaría una cabeza de playa, que después de un periodo de tres días solicitaría el traslado hacia allí, desde Miami, de un Gobierno Provisional conformado por los miembros del Consejo Revolucionario Cubano, organización que había sustituido al Frente Revolucionario Democrático Cubano, el cual lo componían los cinco movimientos originales: MRR, OA, AAA, MDC y DRE. Al frente del Consejo Revolucionario estaba José Miró Cardona y el "gobierno provisional" reclamaría formalmente la ayuda militar de EE. UU. 
La zona elegida para el desembarco era una zona pantanosa de difícil acceso desde el resto de Cuba, con la vasta Ciénaga de Zapata al oeste y con una sola entrada por tierra en la zona oriental, que los invasores tratarían de controlar ante la respuesta del ejército cubano, pero el problema era que la propia bahía de Cochinos tampoco ofrecía opciones de escape en caso de fallar el plan.
Desde Puerto Cabezas (actual Bilwi), Nicaragua, partieron los buques que transportaban al contingente integrado por unos 1500 hombres con la aprobación de John F. Kennedy como continuación de la política del gobierno anterior. Richard M. Bisell aprobó las modificaciones sugeridas por Kennedy, y se realizó especial énfasis en ocultar -por todos los medios posibles- el patrocinio estadounidense a la invasión.

## La operación militar

### 15 de abril

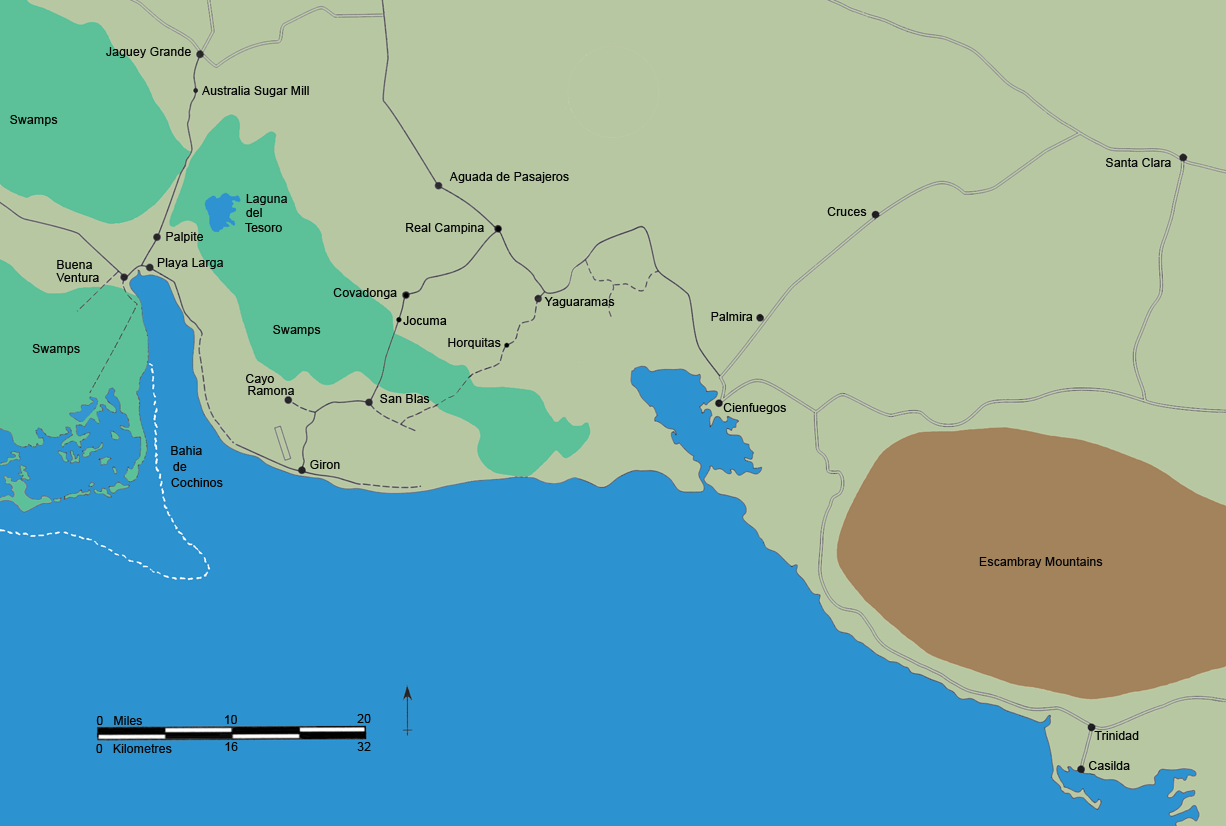
Bahía de Cochinos en 1961.

En la madrugada del sábado 15 de abril de 1961 ocho aviones a hélice A-26, con bandera cubana en el fuselaje, bombardearon los aeropuertos militares de Ciudad Libertad, San Antonio de los Baños y el aeródromo Antonio Maceo de Santiago de Cuba, con el resultado de 5 aviones gubernamentales destruidos: un Sea Fury y dos B-26 (en San Antonio de los Baños), y dos aviones de transporte (en Santiago de Cuba). Sin embargo, el ataque sobre Ciudad Libertad solamente destruyó dos antiguos aparatos P-47 Thunderbolt que eran ya inservibles para las fuerzas aéreas cubanas. 
Los bombardeos tuvieron un reducido éxito pues en los aeródromos cubanos quedaron intactos cuatro potentes aviones a reacción Lockheed T-33 y cuatro cazas Sea Fury. Estos últimos eran aparatos de hélice, pero muy superiores en velocidad y potencia de fuego a los viejos A-26, que además viajaban menos protegidos al quitarles los artilleros de cola por pedido de los estadounidenses. Por el contrario, las fuerzas aéreas cubanas aún contaban con siete aviones B-26, de potencia similar a las aeronaves invasoras, más los Lockheed T-33 y los Sea Fury claramente superiores a los A-26. La Brigada de Asalto 2506, por su parte, perdió tres aparatos A-26. 

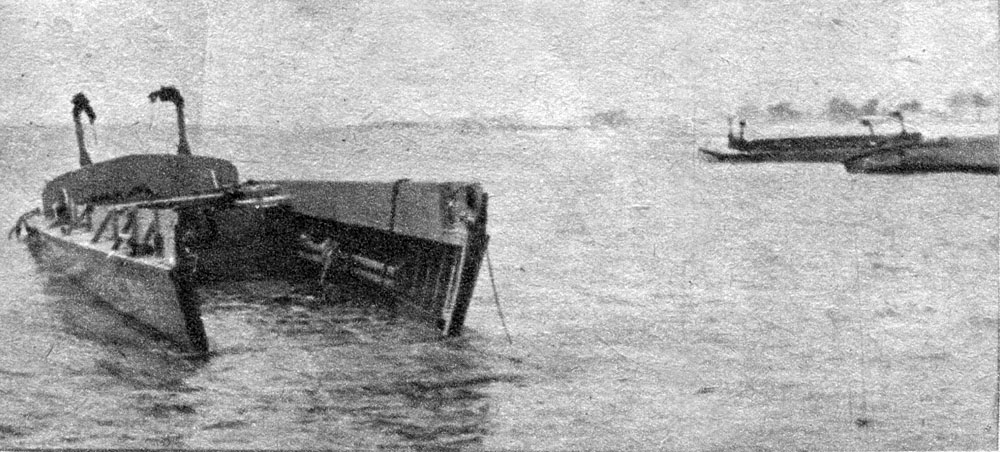
Lancha de desembarco de la Brigada 2506 en Bahía de Cochinos.

Un B-26, con insignias de la Fuerza Aérea de Cuba y pilotado por el capitán Mario Zúñiga, fue preparado específicamente por los invasores para ir directamente hacia Estados Unidos desde Valle Feliz en Nicaragua y aterrizar en la base aeronaval de Cayo Hueso en la mañana del mismo 15 de abril, donde Zúñiga se presentó como "desertor" de la Fuerza Aérea Cubana, informando que él y otros pilotos cubanos habían atacado los aeropuertos de la isla, y que integraban un grupo militar cuyo objetivo era derrocar al régimen de Fidel Castro. Este evento era parte de la estrategia de la Agencia Central de Inteligencia para ocultar la implicación estadounidense en el derrocamiento del gobierno de Cuba, alegando que existía una auténtica sublevación de militares cubanos desafectos al régimen castrista. Posteriormente, el piloto Mario Zúñiga regresó a Puerto Cabezas y participó en otros ataques. 
En la mañana del día 15 de abril el embajador cubano en la ONU, Raúl Roa, acusó formalmente a los Estados Unidos de patrocinar una invasión contra Cuba. Aunque el embajador estadounidense ante la ONU, Adlai Stevenson, rechazó las declaraciones de Roa y sostuvo que los aviones atacantes eran en realidad «pilotos cubanos sublevados contra Castro», la mentira fue descubierta el mismo día cuando Stevenson mostró la fotografía del avión pilotado por el capitán Mario Zúñiga que había aterrizado en Cayo Hueso, descubriéndose que se trataba de un B-26 de la versión "B" mientras que el régimen cubano solamente poseía esos aparatos en su versión "C", haciendo inverosímil el relato del "desertor" Zúñiga. Al respecto, Stevenson no había sido informado en detalle sobre la operación militar contra Cuba que su gobierno ya estaba ejecutando horas antes.
Tras saberse de este incidente diplomático en Washington D. C. durante la tarde del 15 de abril, los otros dos bombardeos planeados por la Agencia Central de Inteligencia para esa misma noche fueron cancelados de inmediato por orden expresa del presidente John F. Kennedy, alegando que «la posición de Estados Unidos no podía quedar comprometida ante el mundo».

### 16 de abril

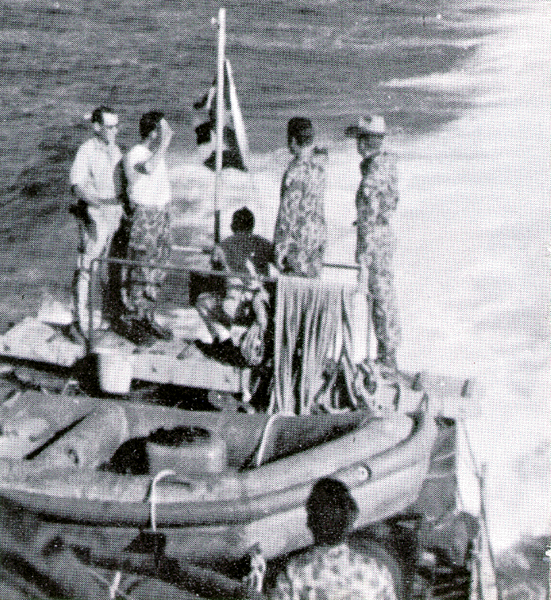
A bordo del buque insignia de invasión Blagar, frente a las costas cubanas, el 16 de abril de 1961. Pepe San Román (izquierda) y Artime saludan a la bandera cubana.

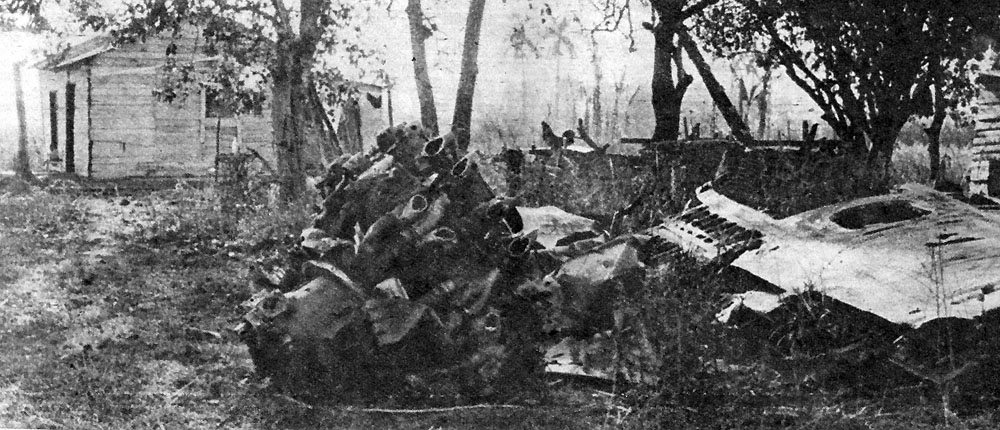
Avión de la Brigada 2506 derribado sobre Cuba.

Al día siguiente del ataque Fidel Castro sostuvo una alocución pública por radio y televisión ante una multitud armada en La Habana con fusiles belgas y checos. Allí Castro declaró el carácter socialista y marxista de la Revolución cubana, pese a que en 1959 había reiterado su rechazo al comunismo en entrevistas a la prensa radial, escrita y televisiva, antes de que se produjera la clausura de la cuota azucarera, el cierre de la venta de petróleo y la negativa de las refinerías de capital estadounidense de refinar petróleo soviético, cambio que se produjo por el insistente deseo de control de Estados Unidos sobre Cuba. 
El ejército regular cubano y las Milicias Nacionales Revolucionarias concentraron sus efectivos en puestos estratégicos ante una posible invasión. El naciente Departamento de Seguridad del Estado de la Revolución Cubana (más conocido como G-2) llevó a cabo una extensa redada para encarcelar a un gran número de potenciales opositores, así como trabajadores y empleados públicos que no eran simpatizantes del régimen, lo que neutralizó numerosos contactos de la contrarrevolución, en particular en La Habana. En toda la isla se registraron más de 200 000 detenciones.
Mientras tanto, los buques estadounidenses llevando a los invasores desde Nicaragua ya estaban en marcha hacia las costas cubanas. No obstante, en Washington D. C. los jefes militares revisaron los reconocimientos aéreos hechos por los aviones estadounidenses U-2 en horas previas y descubren que la destrucción real causada por los bombardeos del 15 de abril es mucho menor a la declarada inicialmente por los pilotos "desertores", y que por tanto la fuerza aérea cubana aún podía desempeñar un papel decisivo.

### 17 de abril

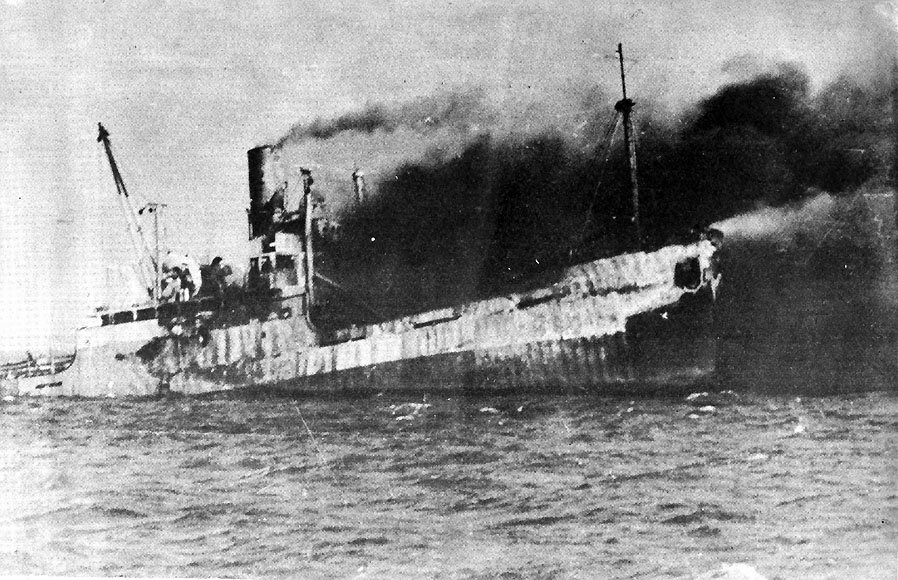
Buque Houston después del daño causado por las bombas.

Tras cuatro o cinco días de navegación, durante la madrugada del lunes 17 de abril se produce el desembarco en Playa Girón y Playa Larga de 1200 miembros de la Brigada de Asalto 2506 escoltados por sus buques y ante escasa resistencia local. Horas después los invasores son transportados tierra adentro para ampliar la zona invadida, con la misión principal de controlar las tres carreteras de acceso al lugar. 
Hacia las 06:30 a. m., los aviones Sea Fury y T-33 de la naciente Fuerza Aérea Revolucionaria del gobierno cubano derribaron siete aviones B-26 que escoltaban a los invasores, y pusieron fuera de combate a los buques Houston y Río Escondido, cerca de Playa Larga, perdiéndose el armamento que transportaban para las fuerzas en tierra. Los invasores, dirigidos por los oficiales cubanos Pepe San Román y Erneido Oliva, quedaron sorprendidos al notar que los aviones gubernamentales dominaban el cielo de Playa Girón, mientras los mandos militares estadounidenses les aseguraban que "los aviones del gobierno no despegarían" desde el día 15.
Las tropas regulares del gobierno cubano llegan paulatinamente a la zona, reforzando a los miembros de las Milicias Nacionales Revolucionarias locales que hasta entonces rechazaban el ataque con medios bastante reducidos. Antes del ocaso del día 17 los barcos de la Brigada de Asalto 2506, sin apoyo aéreo, se pierden definitivamente quedando sin desembarcar equipos y municiones; el Houston quedó encallado y el Río Escondido fue hundido. 
Al final del día, los 1200 invasores habían establecido una cabeza de playa, penetrando hasta 10 kilómetros en tierra firme, tomando las localidades de San Blas y El Rincón, mientras se proyectan hacia las poblaciones de Jocuma y Horquitas. Pese al avance, la Brigada de Asalto 2506 carece de apoyo aéreo efectivo, en tanto el gobierno de EE. UU. no autorizó nuevos vuelos de aviones A-26 desde Nicaragua durante todo ese día.

### 18 de abril

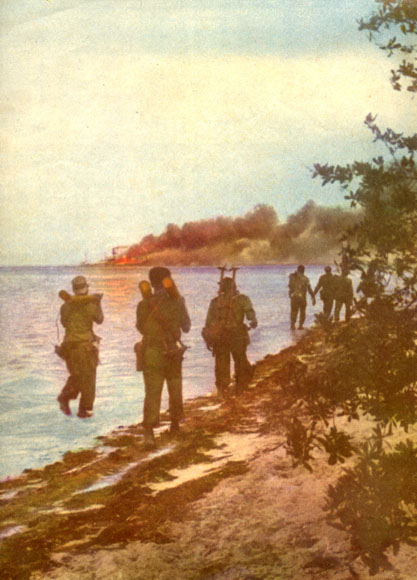
Soldados cubanos en Playa Larga.

Se inicia la contraofensiva cubana el martes 18 de abril, con el empleo masivo de artillería adquirida recientemente en la Unión Soviética y Checoslovaquia. Las maltrechas tropas de la Brigada de Asalto 2506 que controlan las dos carreteras de acceso a Playa Girón son obligadas a retroceder hasta la zona de San Blas, mientras siguen siendo atacadas desde el aire por los T-33 y Sea Fury del gobierno cubano. La población civil situada en la zona no se adhiere a los invasores, lo cual desmoraliza a los jefes de la Brigada 2506.
El único apoyo que reciben los invasores proviene de dos aviones A-26 enviados a toda prisa desde Nicaragua, que por la mañana bombardean convoyes de tropas cubanas en la zona de Horquitas, pero que evitan luchar contra los aviones gubernamentales y se retiran casi de inmediato. En Playa Larga las tropas asaltantes, ante su difícil situación por la falta de municiones, deciden abandonar sus posiciones después del mediodía y dirigirse a Playa Girón para unirse a los otros miembros de la brigada. Al acabar el día, el ejército regular cubano se hace con el control de Playa Larga. 
Esa misma noche, Richard M. Bisell se reúne con John F. Kennedy en Washington D. C. para discutir las acciones a seguir. Bisell se retracta de su plan original y pide a Kennedy que aviones de guerra estadounidenses hagan vuelos de apoyo a los invasores de Playa Girón, ante el grave riesgo de sufrir un fracaso militar en caso de no auxiliar a los invasores. 
La posición de Bisell es apoyada por Arleigh Burke, almirante estadounidense a cargo de las operaciones navales de la invasión, quien enérgicamente alega ante Kennedy: "Presidente ¡nosotros llevamos a esos cubanos, y nosotros tenemos que sacarlos de allí!". El general Lyman Lemnitzer, asesor militar de Kennedy, sugirió que los invasores huyeran hacia el este, a las montañas de Escambray, para iniciar guerra de guerrillas, pero Bisell negó que ello fuera posible al estar ya cercados por tropas cubanas diez veces superiores en número. Finalmente Kennedy, apoyado por el Secretario de Estado Dean Rusk, se niega a enviar apoyo militar alegando la urgencia de mantener «mínima visibilidad» e impedir a toda costa que se descubra el patrocinio estadounidense a la invasión.

### 19 de abril

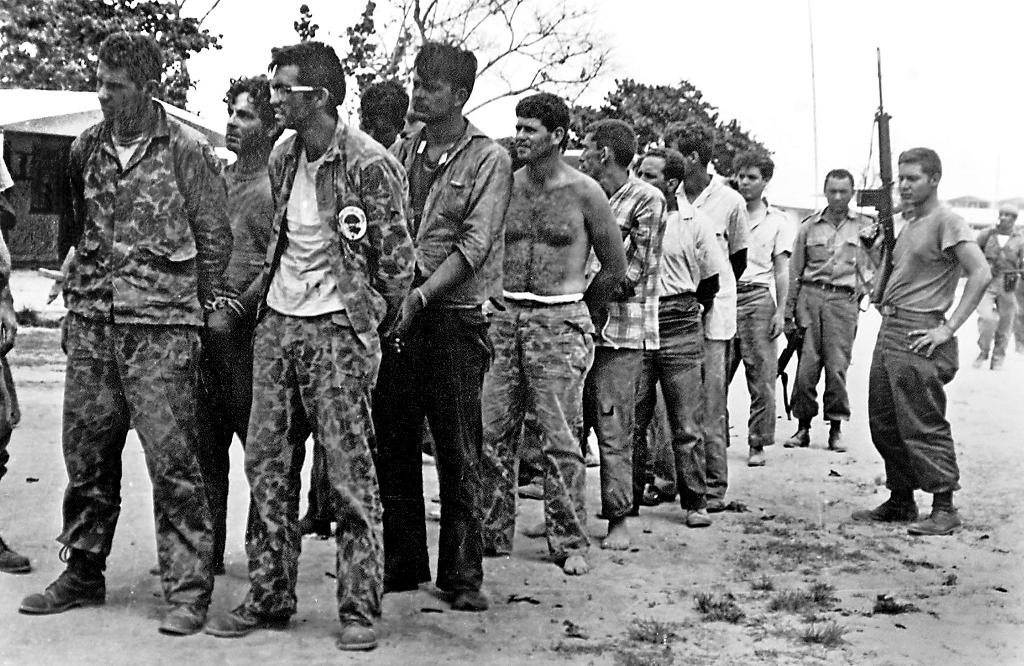
Algunos invasores se rinden ante los soldados cubanos, 20 de abril de 1961.

El miércoles 19 de abril, las fuerzas invasoras tienen que retroceder durante la madrugada desde San Blas hacia Playa Girón, donde quedan prácticamente sitiadas por las tropas gubernamentales; los que quedan rezagados pronto son cercados y se rinden en el transcurso de la mañana. En la playa, a la escasez de municiones se une la completa falta de apoyo aéreo, por lo cual los casi 1100 hombres de la Brigada 2506 son un blanco fácil para los aviones B-26 que envía el gobierno cubano. 
El comandante José Ramón Fernández y el propio Fidel Castro se trasladaron a la zona del conflicto y observaron directamente las últimas acciones bélicas. Precisamente Castro presionó fuertemente para que la ofensiva se acelerara y así evitar que transcurrieran las 72 horas que necesitaba el gobierno de los EE. UU. para reconocer al "gobierno provisional" que allí se intentase establecer, con el objetivo de evitar la invasión directa de la Marina y el Ejército estadounidense. Hacia el final del día unos cientos de invasores intentaron huir, algunos buscando lanchas, otros ocultándose por las zonas pantanosas de la Ciénaga de Zapata, aunque la mayoría de sobrevivientes debieron rendirse poco antes del anochecer. Algunos sobrevivientes de la fuerza invasora cruzaron la bahía de Cochinos hacia el oeste y estuvieron durante algunos días vagando por los densos manglares de la Ciénaga de Zapata, hasta ser capturados. La operación terminó con una derrota total de los miembros de la Brigada 2506.

## Consecuencias

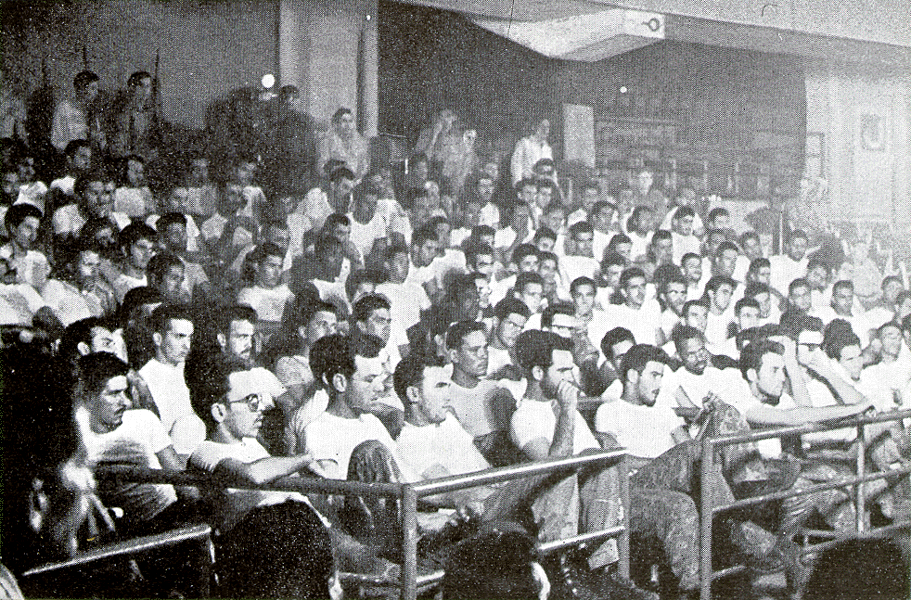
Prisioneros de la Brigada 2506 son juzgados en el Palacio de los Deportes de La Habana.

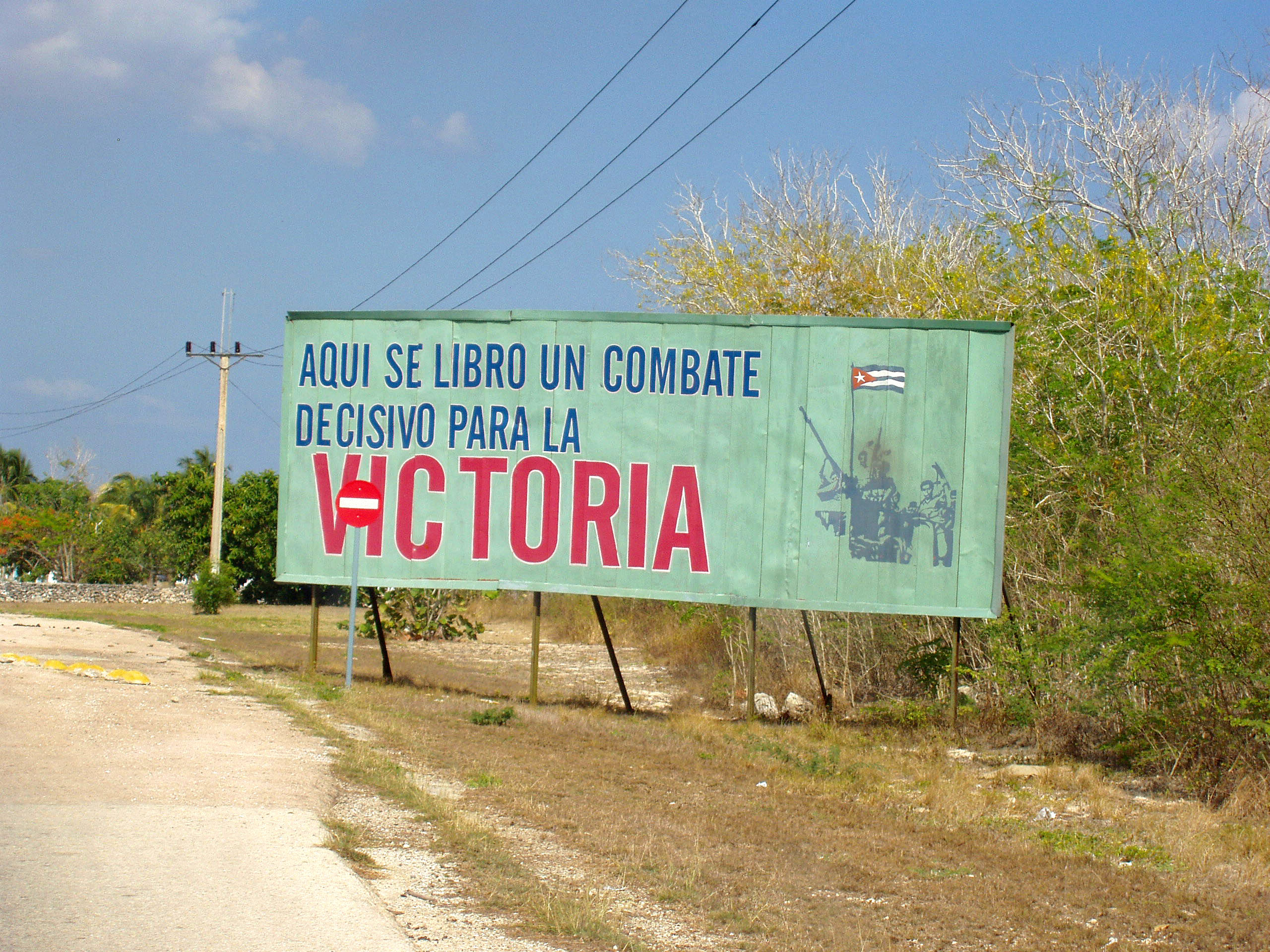
Cartel propagandístico en Bahía de Cochinos.

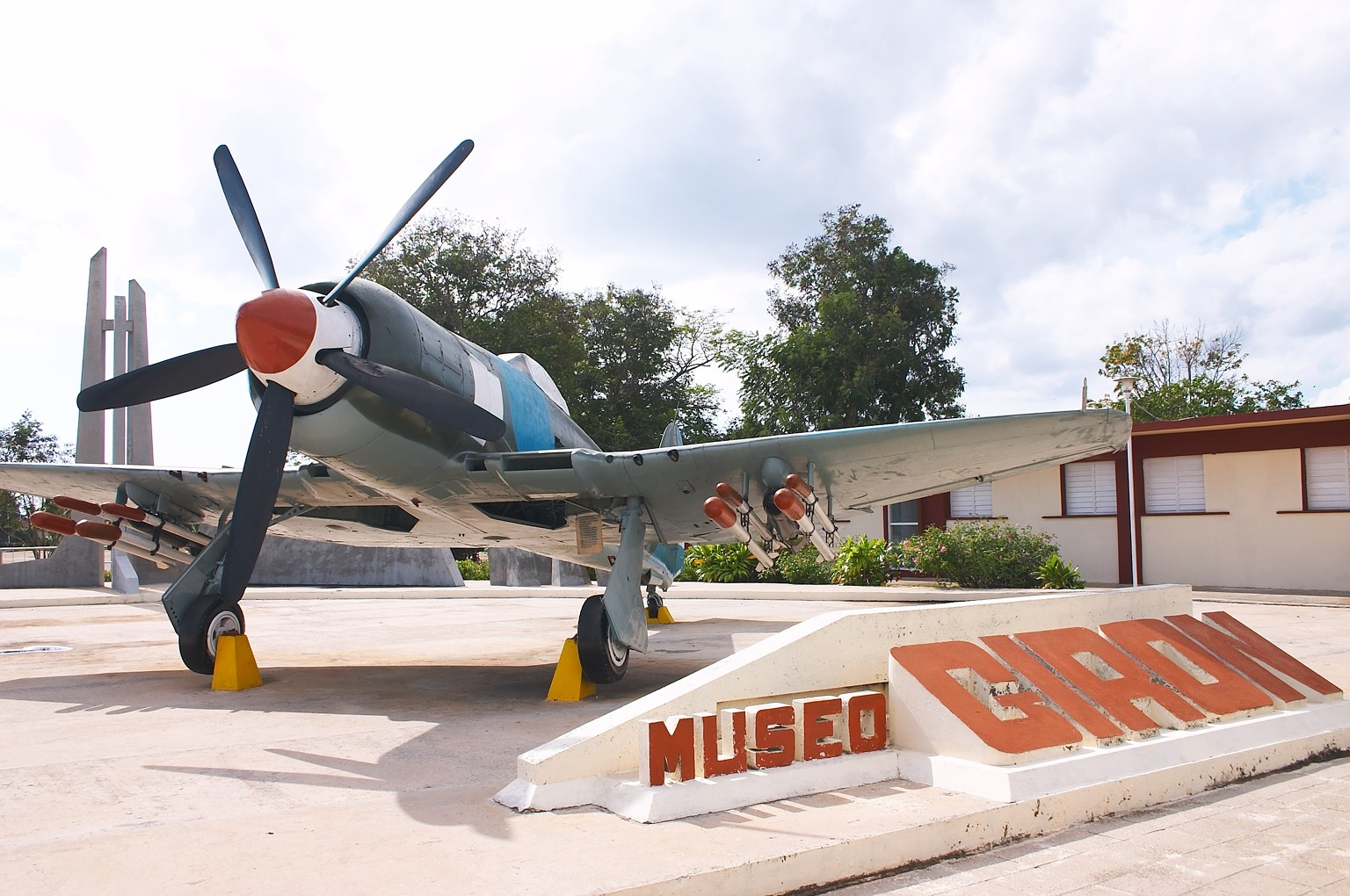
Un Hawker Sea Fury conservado en el Museo Girón, en 2006.

El número de bajas entre los invasores sobrepasó el centenar de muertos; los capturados fueron 1189. Los prisioneros invasores fueron juzgados y condenados a prisión por el gobierno cubano, aunque algunos ex oficiales de la policía de Fulgencio Batista fueron juzgados, condenados a muerte y ejecutados por crímenes cometidos durante la dictadura. 
Los supervivientes fueron canjeados a fines de 1962 mediante intermediarios, entre los que estuvieron Eleanor Roosevelt y finalmente el abogado James Donovan, con el gobierno estadounidense a cambio de 53 millones de dólares en forma de alimentos, medicinas y tractores. El 29 de diciembre de 1962 llegaron a EE. UU. los supervivientes de la Brigada de Asalto 2506, donde fueron recibidos y homenajeados por el presidente John F. Kennedy.
La victoria generó un enorme respaldo político a Fidel Castro entre las masas cubanas y permitió a su gobierno profundizar en el carácter socialista de la Revolución cubana, proclamado tiempo antes, mientras que la oposición interna quedaba neutralizada por la alarma generada durante la invasión. El mismo Che Guevara declaró poco después que el fracaso estadounidense había resultado de inestimable ayuda pues había "fortalecido como nunca antes" el apoyo de las masas cubanas hacia el gobierno de Castro, sirviendo además de duro revés propagandístico para Estados Unidos, además declaró que la Revolución cubana era primera revolución socialista de América Latina, siendo la primera vez que el gobierno revolucionario admite su carácter comunista.
El fracaso de la invasión también motivó agrios debates entre altos funcionarios del gobierno estadounidense, especialmente sobre el conocimiento real que tenía la CIA sobre las condiciones de la lucha en Cuba, así como sobre la falta de apoyo bélico en los momentos decisivos de la lucha. Un reporte final del 13 de junio concluyó que el plan de derrocar al gobierno cubano «por medios encubiertos» estaba destinado al fracaso, pero ello no fue advertido a tiempo por el gobierno estadounidense, además de no haberse desarrollado medio alguno para que los EE. UU. consiguieran una "negación plausible" con la cual eludir su participación en los hechos.

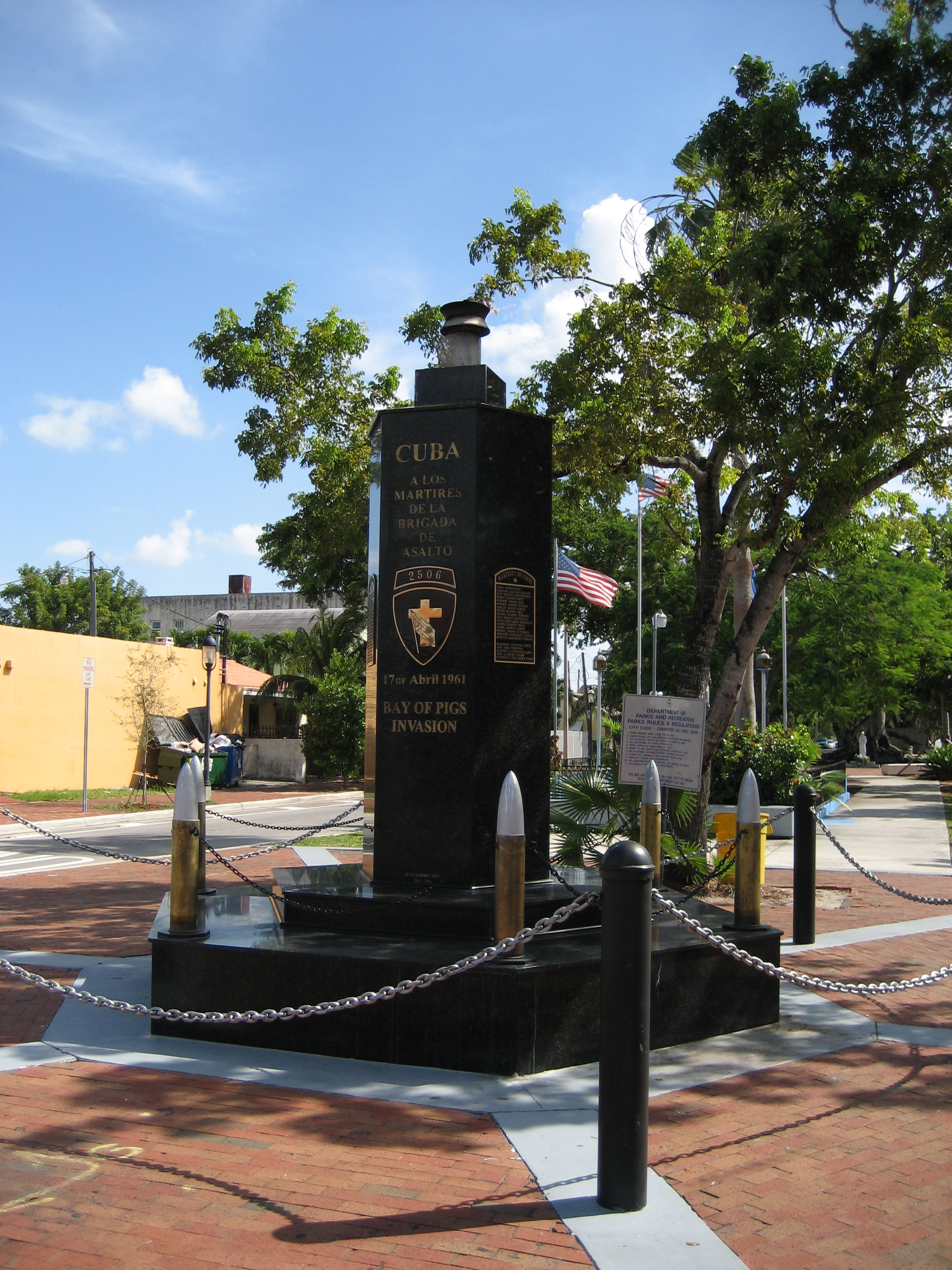
El monumento a la invasión de bahía de Cochinos en el parque de la Memoria Cubana en la Pequeña Habana en Miami.

Después de llegar la Brigada de Asalto 2506 a Estados Unidos y ser invitados los supervivientes a ingresar en el ejército estadounidense, Robert Kennedy, procurador de Justicia, decidió volver a preparar una nueva invasión, y para tal efecto le pidió a Manuel Artime que organizara de nuevo otros campamentos; a tal efecto Artime consiguió que el dictador nicaragüense Anastasio Somoza Debayle aceptara dar su apoyo y este volvió a prestar su territorio para organizar los nuevos campamentos. El nuevo proyecto invasor se nutriría de los miembros de la Brigada que se habían enrolado en el ejército estadounidense, excombatientes que estaban viviendo en Miami y otros exiliados cubanos. 
Desde Nicaragua se hicieron varios ataques de sabotaje contra instalaciones en Cuba, pero la operación terminó cuando el 13 de septiembre de 1964 se atacó por error al barco español Sierra Aránzazu al confundirlo con el barco cubano Sierra Maestra. En ese ataque murió el capitán del barco español con otros dos tripulantes de la misma nacionalidad; la CIA tuvo que pagar un millón de dólares como indemnización y se puso fin a las actividades en Nicaragua.
Posteriormente, parte de las barcazas dadas a Manuel Artime fueron cortadas a la mitad y transportadas al Congo. La CIA contrató a algunos cubanos que estaban entrenándose en Nicaragua para que participaran en las luchas en el Congo. Agentes de la CIA igualmente contrataron para ese fin a algunos pilotos que habían participado en la invasión de bahía de Cochinos, quienes volaron nuevamente en los B-26 y ayudaron a que los comunistas congoleños no se hicieran con el poder.
El devenir histórico del conflicto entre ambas naciones, el apoyo del llamado campo socialista y de las masas populares al gobierno revolucionario y la conocida como Crisis de los misiles de Cuba fueron frustrando las acciones de la administración de Kennedy con respecto a una invasión a Cuba. El pacto Kennedy-Jruschev consistió en un acuerdo entre Estados Unidos y la URSS para no permitir ningún nuevo ataque contra Cuba por parte de los exiliados cubanos.
En octubre de 1996, el proyecto de Documentación de Cuba del Archivo de Seguridad Nacional organizó una reunión con los dos directores principales de la operación de bahía de Cochinos, Jacob Esterline y el coronel Jack Hawkins, que se reunieron en un hotel de Washington D. C. para una larga entrevista filmada acerca de la invasión. La reunión marcó la  primera vez que se veían desde el fin de semana del 17 a 19 de abril de 1961, y la primera vez que estuvieron juntos recordaron los acontecimientos que rodearon la invasión fallida. Esta entrevista fue realizada por el director del archivo Peter Kornbluh y es un extracto de su libro Bahía de Cochinos desclasificados (Nueva York: The New Press, 1998).

## Desclasificación de archivos secretos

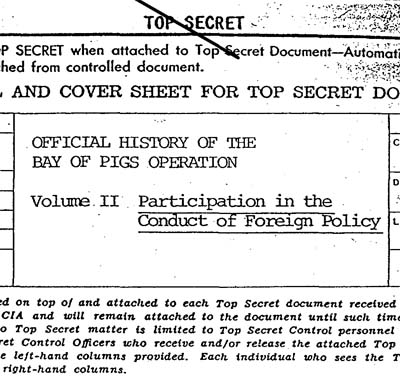
Informe de la CIA sobre la invasión de Bahía de Cochinos.

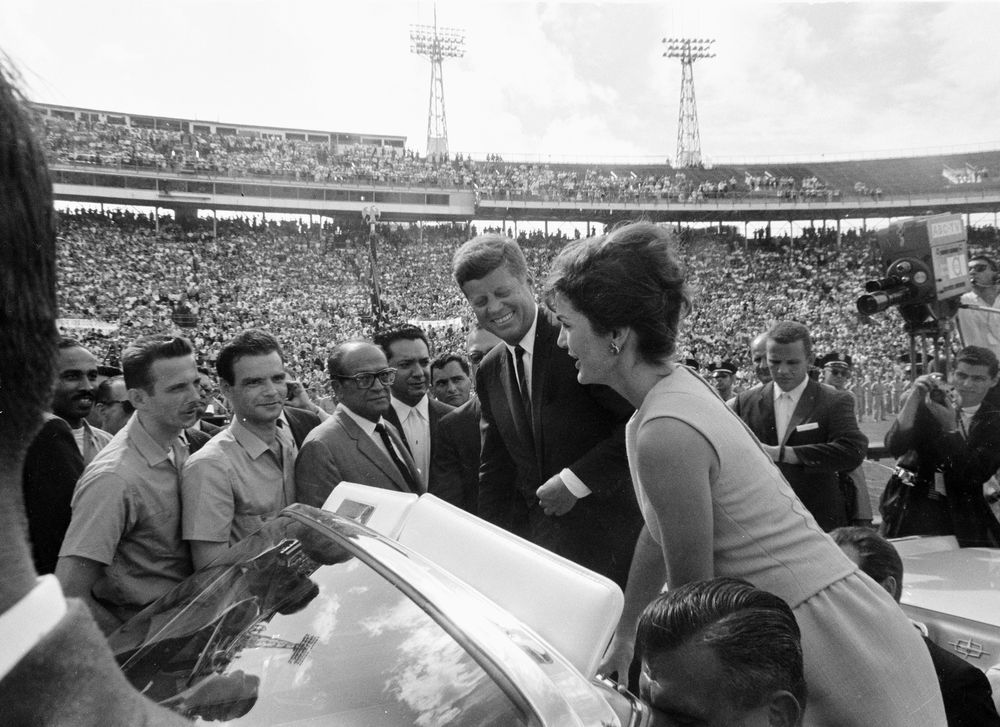
El presidente estadounidense John F. Kennedy y la primera dama Jacqueline Kennedy saludan a los miembros de la Brigada 2506 en 1962.

En cumplimiento de una demanda FOIA (Acta de Libertad de Información) interpuesta por el Archivo de Seguridad Nacional en el 50° aniversario de la  invasión de Cuba dirigido por la CIA, esta publicó cuatro volúmenes de su Historia Oficial de la operación de bahía de Cochinos. El Archivo publicó el 1 de agosto de 2011 el volumen 2, "La participación en la conducción de la política exterior" (Parte 1  y  Parte 2), clasificado como de alto secreto, que contiene información detallada sobre las negociaciones de la CIA con Guatemala, Nicaragua y Panamá en apoyo a la invasión.

Estos son algunos de los últimos registros de secretos que quedan de este acto de agresión de EE. UU. contra Cuba.
Peter Kornbluh, director del  Archivo Proyecto de Documentación de Cuba.

## Memoria
- Al comienzo de la guerra de Vietnam, las guerrillas Frente Nacional de Liberación de Vietnam solían operar en pequeños grupos y destacamentos. Uno de los primeros batallones creados recibió un nombre honorífico "Playa Girón", en memoria de la batalla de 1961.[23]

## En la ficción
- En "Operación 40", primer nivel del videojuego Call of Duty: Black Ops el jugador encarna a un estadounidense durante la invasión con el objetivo de matar a Fidel Castro.